# Hidroxizină
Hidroxizina este un antihistaminic H1 derivat de piperazină, de generația 1, fiind utilizat în tratamentul senzației de vome cauzate de răul de mișcare, în unele tipuri de alergii și în anxietate (are și efect sedativ și anxiolitic). Căile de administrare disponibile sunt orală și intramusculară. Este transformată la metabolitul activ, cetirizina.

## Utilizări medicale
Hidroxizina este utilizată:
- oral, în anxietate și prurit
- intramuscular, în anxietate, condiții alergice și senzație de vomă.

## Reacții adverse
Fiind un antihistaminic de generație 1, poate produce sedare. Mai poate produce cefalee, xerostomie și prelungirea intervalului QT.